# (5978) Kaminokuni
(5978) Kaminokuni est un astéroïde de la ceinture principale.

## Description
(5978) Kaminokuni est un astéroïde de la ceinture principale. Il fut découvert le 16 novembre 1992 à Kitami par Kin Endate et Kazuro Watanabe. Il présente une orbite caractérisée par un demi-grand axe de 2,23 UA, une excentricité de 0,11 et une inclinaison de 6,7° par rapport à l'écliptique.

## Compléments